# Zostérops à bec fin
Zosterops tenuirostris
Espèce
Statut de conservation UICN

 NT  : Quasi menacé
Le Zostérops à bec fin, Zosterops tenuirostris, est une espèce de passereaux de la famille des Zosteropidae.

## Répartition
Cette espèce est endémique de l'île Norfolk en Australie.

## Publication originale
- Gould, 1837 : August 9 1836. Proceedings of the Zoological Society of London, vol. 1836, n. 44, p. 75-77 (texte intégral).